# Atkinson (New Hampshire)
Atkinson – miasto w Stanach Zjednoczonych, w stanie New Hampshire, w hrabstwie Rockingham.